# Theodor Enslin

Theodor Enslin

Theodor Johann Christian Friedrich Enslin (* 18. November 1787 in Kloster Sulz bei Dombühl; † 22. Mai 1851 in Berlin) war ein deutscher Buchhändler, Bibliograph und Verleger.

## Leben
Er war der Sohn des evangelischen Pfarrers Friedrich Enslin und seiner Frau Juliane Dorothea Enslin, geborene Brenhold. Bereits im Alter von sechs Jahren verlor er seinen Vater. Bei Franz Christian Löflund in Stuttgart machte Enslin zunächst eine Lehre als Buchhändler und arbeitete dann als Gehilfe in Göttingen und Leipzig. 1817 gründete er in Berlin eine Buchhandlung, die sich nach einigen Jahren zu einem Verlag entwickelte. Im Jahre 1824 erweiterte er das Geschäft um eine Filiale in Landsberg an der Warthe, das Sortimentgeschäft wurde 1827 verkauft. 
1818 heiratete Enslin die Tochter des Stadtrichters von Gransee, Henriette Emilie Küster. Mit ihr hatte er zwei Töchter und fünf Söhne. Die Stadt Leipzig verlieh ihm 1834 die Ehrenbürgerschaft. Von 1835 bis 1838 fungierte Enslin als Vorsteher des Börsenvereins der Deutschen Buchhändler, bis zu seinem Tode blieb er Mitglied im Ausschuss. In dieser Stellung machte er sich auch um den Bau des Buchhändlerbörsengebäudes verdient. Er war Mitglied der Berliner Freimaurerloge Zur Beständigkeit.
1851 ehrte ihn die Friedrich-Wilhelms-Universität zu Berlin anlässlich seines 50-jährigen Buchhändlerjubiläums mit der Verleihung der Ehrendoktorwürde der Philosophie. Im selben Jahr starb Enslin im Alter von 64 Jahren. Sein dritter Sohn Adolph übernahm daraufhin die Firma.

## Werk
Das Verlagsprogramm Enslins war auf Naturwissenschaften, Medizin und Schulbücher spezialisiert. Neben seiner Arbeit als Buchhändler war er auch bibliographisch tätig. Er veröffentlichte umfangreiche Bücherkataloge, die Neuerscheinungen auf den verschiedensten Fachgebieten auflisteten. Eine Auswahl:
- Berlinischer literarischer Anzeiger (monatlich erschienen, 6 Jahrgänge 1817–1822)
- Bibliothek der schönen Wissenschaften (1821)
- Bibliotheca theologica (1823)
- Bibliothek der Forst- und Jagdwissenschaft (1824)
- Bibliothek der Handlungswissenschaften (1824)
- Bibliothek der Kriegswissenschaften (1824)
- Bibliotheca philosophica (1824)
- Bibliotheca architectonica (1825)
- Bibliotheca auctorum classicor, et graecor et latinor (1825)
- Bibliotheca oeconomica (1825)
- Bibliotheca veterinaria (1825)
- Bibliotheca philologica (1826)

Viele dieser Werke erlebten später Neuauflagen, denn beim Publikum stießen sie auf große Resonanz. So wurde die Bibliothek der schönen Wissenschaften, oder Verzeichniß der vorzüglichsten bis zur Mitte des Jahres 1821 in Deutschland erschienenen Romane, Schauspiele, Gedichte, wie sie mit vollem Namen hieß, von den Kritikern gelobt und war in kurzer Zeit vergriffen. Insbesondere Wilhelm Engelmann, der bei Enslin in Berlin den Buchhandel gelernt hatte, führte dieses und andere Werke weiter und betreute den Verlag in Leipzig.
Der Familienname, bezogen auf papierbezogene Unternehmungen, lebte lange fort im Ensslin & Laiblin Verlag (Schreibweise auch: Enßlin), gegründet 1818 von Jacob Noah Ensslin in Reutlingen. Laiblin war eine Unternehmerfamilie der Region, aus der viel später Louis Laiblin hervorging. 1837 benannte Jacob den Verlag mit dem Doppelnamen um, Paul Hermann Laiblin war sein Schwiegersohn. Der Verlag ging erst 2000 im Arena Verlag auf.